# Michael Seaton (Fußballspieler)
Michael Joseph Arantes Seaton (* 1. Mai 1996 in Spanish Town) ist ein jamaikanischer Fußballspieler.

## Karriere

### Jugend und Amateurfußball
2010 wechselte der auf Jamaika geborene Seaton in die Nachwuchsmannschaft von D.C. United.

### Vereinskarriere
Am 13. Januar 2013 unterzeichnete Seaton einen Profivertrag nach der Homegrown Player Rule bei D.C. United. Kurz darauf spielte er für das Farmteam, die Richmond Kickers. Am 3. Mai 2013 absolvierte er sein Debüt für die Kickers und erzielte im selben Spiel ein Tor. Seatons erstes Spiel für D.C. United war ein Freundschaftsspiel gegen Deportivo Guadalajara.
Am 31. März 2015 wurde er an den schwedischen Erstligisten Örebro SK ausgeliehen. Diese Leihe wurde am 4. Juni 2015 beendet und Seaton kehrte zu D.C. United zurück. Am 6. August wechselte er zu den Portland Timbers, kam aber lediglich für deren zweite Mannschaft zum Einsatz.
Nach zwei Jahren in der zweiten israelischen Liga stand der Jamaikaner beim USL-Franchise Orange County SC unter Vertrag. Im ersten Jahr wurde das Final-Play-off gegen Phoenix Rising verloren, im zweiten war bereits im Achtelfinale Schluss. In 60 Ligapartien erzielte Seaton 28 Tore.
Zur Rückrunde der Saison 2019/20 wurde der Stürmer vom deutschen Drittligisten FC Viktoria Köln verpflichtet.
Ende August 2021 schloss sich Seaton vor dem 3. Spieltag der Saison 2021/22 dem BSV Rehden in der viertklassigen Regionalliga Nord an. Nachdem er bis zur Winterpause in 14 Spielen 7 Tore erzielt hatte, spielte er beim Zweitligisten FC Erzgebirge Aue vor. Für das Probetraining war der Sportdirektor Pavel Dotchev verantwortlich, der beim FC Viktoria Köln sein Trainer gewesen war.
Am 31. Januar 2022 schloss sich Seaton Alemannia Aachen in der Regionalliga West an. Dieser Kontrakt wurde allerdings rückwirkend unwirksam, da Seaton mangels Arbeitserlaubnis keine Spielberechtigung erhielt. Zur Saison 2022/23 wechselte er daraufhin zum Berliner AK in die Regionalliga Nordost. Ab April 2023 fiel er mit einer Oberschenkelverletzung über mehrere Wochen aus. Zur Spielzeit 2023/24 wechselte Seaton ligaintern nach Erfurt. Im September 2024 wechselte er in die Regionalliga West zum SV Rödinghausen, in 22 Ligaspielen 9 Tore erzielte.

### Nationalmannschaft
Am 15. November 2013 wurde Seaton das erste Mal in den Kader der jamaikanischen Nationalmannschaft berufen. Sein erstes Tor für Jamaika erzielte er am 5. März 2014 in einem Freundschaftsspiel gegen St. Lucia.

## Erfolge
Nationalmannschaft
- Karibikmeisterschaft-Sieger: 2014